# محمد حسن خان مفتخرالممالک
محمدحسن خان مفتخرالممالک از سیاستمداران ایرانی بود، که در دوره نخست بعنوان نماینده ساری در مجلس شورای ملی حضور داشت.